# Diecezja San Cristóbal de La Laguna
Diecezja San Cristóbal de La Laguna lub Teneryfy (łac. Dioecesis Sancti Christophori de Laguna o Nivariensis) – diecezja Kościoła rzymskokatolickiego w Hiszpanii. Należy do metropolii Sewilli. Została erygowana 1 lutego 1819.

## Biskupi
- Biskup diecezjalny: sede vacante
- Biskup senior: Bernardo Álvarez Afonso

### Lista biskupów
- Luis Antonio Folgueras y Sión (1824 - 1848)
- Ildefonso Joaquín Infante y Macías, O.S.B. (1877 - 1882)
- Jacinto María Cervera y Cervera (1882 - 1885)
- Ramón Torrijos y Gómez (1887 - 1894)
- Nicolás Rey y Redondo (1894 - 1917)
- Gabriel Llompart y Jaume Santandreu (1918 - 1922)
- Albino González y Menédez Reigada, O.P. (1924 - 1946)
- Domingo Pérez Cáceres (1947 - 1961)
- Luis Franco Cascón, C.SS.R. (1962 - 1983)
- Damián Iguacén Borau (1984 - 1991)
- Felipe Fernández García (1991 - 2005)
- Bernardo Álvarez Afonso (2005 - 2024)
- Eloy Alberto Santiago (od 2025)